# Gouden fulvetta
De gouden fulvetta (Lioparus chrysotis synoniem: Alcippe chrysotis) is een zangvogel uit de familie Paradoxornithidae (diksnavelmezen).

## Verspreiding en leefgebied
Deze soort komt voor van de Himalaya tot Vietnam en telt zes ondersoorten:
- L. c. chrysotis: de centrale en oostelijke Himalaya.
- L. c. albilineatus: zuidelijk Assam, Nagaland en Manipur (noordoostelijk India).
- L. c. forresti: noordoostelijk Myanmar en zuidwestelijk China.
- L. c. swinhoii: centraal en zuidoostelijk China.
- L. c. amoenus: zuidelijk China en noordwestelijk Vietnam.
- L. c. robsoni: centraal Vietnam.

## Status
De grootte van de populatie is niet gekwantificeerd maar de soort wordt omschreven als vrij algemeen. Op de Rode lijst van de IUCN heeft deze soort de status niet bedreigd.